# Куп Републике Српске у фудбалу 2008/09.
Куп Републике Српске у фудбалу 2008/09. је шеснаеста сезона овог такмичења које се одржава на територији Републике Српске у организацији Фудбалског савеза Републике Српске. Прво такмичење је одржано у сезони 1993/94.
У купу учествују фудбалски клубови са подручја Републике Српске. Клубови нижег нивоа такмичења морају у оквиру подручних савеза изборити учешће у купу. Такмичењу се од шеснаестине финала прикључују и клубови из Прве лиге Републике Српске и куобови из Републике Српске који се такмиче у Премијер лиге Босне и Херцеговине.
Парови се извлаче жребом. До полуфинала се игра по једна утакмица, у полуфуналу две а финална утакмица се игра на стадиону одређеном пре почетка такмичења. Овогодишње финале Купа Републике Српске одиграно је у уторак, 19. маја 2009. у Бањалуци на Градском стадиону.

## Парови и резултати

### Шеснестина финала
| Утак. | Клуб, Место                | Резултат         | Клуб, Место               |
| ----- | -------------------------- | ---------------- | ------------------------- |
| 1     | Јединство, Жеравица        | 1 : 4            | Љубић, Прњавор            |
| 2.    | Козара Доњи Орловци        | 0 : 2            | Рудар Приједор            |
| 3.    | Гомионица, Бронзани Мајдан | 4 : 4 8:9 пенали | Слобода, Нови Град        |
| 4.    | Слога, Добој               | 0 : 4            | Козара, Градишка          |
| 5.    | Посавина, Милошевац        | 0 : 0 2-4 пенали | Пролетер, Теслић          |
| 6.    | Слога Трн                  | 2 : 0            | БСК, Бањалука             |
| 7.    | Жељезничар, Бањалука       |                  | Лакташи                   |
| 8.    | Борац, Бањалука            | 2 : 1            | Модрича Максима, Модрича  |
| 9.    | Напредак, Доњи Шепак       | :                | Леотар, Требиње           |
| 10.   | Гласинац, Соколац          | 1 : 1 3:5 пенали | Сутјеска, Фоча            |
| 11.   | Фамос, Источна Илиџа       | 0 : 2            | Славија, Источно Сарајево |
| 12.   | Јединство, Брчко           | 0 : 0 4:5 пенали | Дрина, Зворник            |
| 13.   | Младост, Гацко             | 0 : 2            | Радник, Бијељина          |
| 14.   | Дрина ХЕ, Вишеград         | 0 : 1            | Борац, Шамац              |
| 15.   | Пелагићево                 | 1 : 6            | Власеница                 |
| 16.   | Вележ, Невесиње            | 1 : 0            | Романија, Пале            |

### Осмина финала
| Утак. | Клуб, Место      | Резултат         | Клуб, Место               |
| ----- | ---------------- | ---------------- | ------------------------- |
| 1.    | Борац, Бањалука  | 4 : 1            | Слобода, Нови Град        |
| 2.    | Радник, Бијељина | 2 : 2 6:5 пенали | Козара, Градишка          |
| 3.    | Леотар, Требиње  | :                | Славија, Источно Сарајево |
| 4.    | Сутјеска, Фоча   | 1 : 0            | Лакташи                   |
| 5.    | Власеница        | 2 : 2 6:7 пенали | Љубић, Прњавор            |
| 6.    | Слога Трн        | 0 : 0 3:5 пенали | Рудар Приједор            |
| 7.    | Борац, Шамац     | 2 : 2 6:5 пенали | Дрина, Зворник            |
| 8.    | Вележ, Невесиње  | 0 : 0 5:4 пенали | Пролетер, Теслић          |

### Четвртфинале
| Утак. | Клуб, Место     | Резултат | Клуб, Место      |
| ----- | --------------- | -------- | ---------------- |
| 1.    | Вележ, Невесиње | 0 : 1    | Радник, Бијељина |
| 2.    | Сутјеска, Фоча  | 1 : 0    | Рудар Приједор   |
| 7.    | Борац, Шамац    | 1 : 0    | Љубић, Прњавор   |
| 4.    | Борац, Бањалука | 3 : 0    | Леотар, Требиње  |

### Полуфинале
| Утак. | Клуб, Место     | Укупан резултат  | Клуб, Место    | 1. утак. - | 2. утак. - |
| ----- | --------------- | ---------------- | -------------- | ---------- | ---------- |
| 1.    | Борац, Бањалука | 0 : 0 4:2 пенали | Сутјеска, Фоча | 0:0        | 0:0        |
| 2.    | Борац, Шамац    | 1:3              | Борац Бијељина | 0:0        | 1:3        |

## Финале
Бањалука 19. мај
| Утак. | Клуб, Место     | Резултат | Клуб, Место      |
| ----- | --------------- | -------- | ---------------- |
| 1     | Борац, Бањалука | 4 : 0    | Радник, Бијељина |

| Победник Купа Републике Српске у фудбалу 2008/09. |
| ------------------------------------------------- |
| ФК Борац Бањалука 3. титула                       |

| Домаћи клуб                               | Резултат | Гостујући клуб |
| ----------------------------------------- | --- | --- |
| Борац Бањалука                            | 4 — 0 (3:0) | Радник, Бијељина |
| Датум                                     | 19. мај, 2009. | 19. мај, 2009. |
| Стадион                                   | Градски стадион, Бањалука | Градски стадион, Бањалука |
| Гледалаца                                 | 1.500 | 1.500 |
| Судија                                    | Предраг Јевтић (Добој) | Предраг Јевтић (Добој) |
| ФК Борац Бањалука (тренер: Владо Јагодић) | Старчевић, Кајкут (од 59‘ Рашевић, Ступар, Пузигаћа (од 77‘ Новаковић), Декет (од 46‘ Миодраг Бабић, Љубојевић кап., Билбија, Дамјановић, Врањеш), Јандрић, Милан Бабић                       | Старчевић, Кајкут (од 59‘ Рашевић, Ступар, Пузигаћа (од 77‘ Новаковић), Декет (од 46‘ Миодраг Бабић, Љубојевић кап., Билбија, Дамјановић, Врањеш), Јандрић, Милан Бабић                       |
| ФК Радник Бијељина , (тренер:]])          | Авдукић, Николић, Трифковић, Јевтић, Концулић), Гавриловић, Павић (од 72‘ Арнаутовић) Гашевић, Сушић, (60‘ Васић), Маринковић (Вујић) (46‘ Јефтић, Дивановић, Копуновић (од 78‘ Лука Ротковић | Авдукић, Николић, Трифковић, Јевтић, Концулић), Гавриловић, Павић (од 72‘ Арнаутовић) Гашевић, Сушић, (60‘ Васић), Маринковић (Вујић) (46‘ Јефтић, Дивановић, Копуновић (од 78‘ Лука Ротковић |
| Стрелци                                   | 1-0 Павић аг 3', 2-0 Кајкут пен., 3-0 Билбија 45‘ и 4-0 Билбија 75‘ | 1-0 Павић аг 3', 2-0 Кајкут пен., 3-0 Билбија 45‘ и 4-0 Билбија 75‘ |